# NGC 4770
NGC 4770 est une galaxie lenticulaire située dans la constellation de la Vierge. Sa vitesse par rapport au fond diffus cosmologique est de 3 983 ± 42 km/s, ce qui correspond à une distance de Hubble de 58,9 ± 4,2 Mpc (∼192 millions d'al). NGC 4770 a été découverte par l'astronome germano-britannique William Herschel en 1786.
À ce jour, une mesure non basée sur le décalage vers le rouge (redshift) donne une distance d'environ 40,000 Mpc (∼130 millions d'al). Cette valeur est nettement à l'extérieur des valeurs de la distance de Hubble. Notons cependant que c'est avec la valeur moyenne des mesures indépendantes, lorsqu'elles existent, que la base de données NASA/IPAC calcule le diamètre d'une galaxie et qu'en conséquence le diamètre de NGC 4770 pourrait être d'environ 24,7 kpc (∼80 600 al) si on utilisait la distance de Hubble pour le calculer.